# جمعية هواة جمع الطوابع الأمريكية
جمعية هواة جمع الطوابع الأمريكية، (APS) هي أكبر مؤسسة غير ربحية لهواة جمع الطوابع في العالم. وتنتشر عضوية الجمعية واهتماماتها في جميع أنحاء العالم.

## نبذة تاريخية

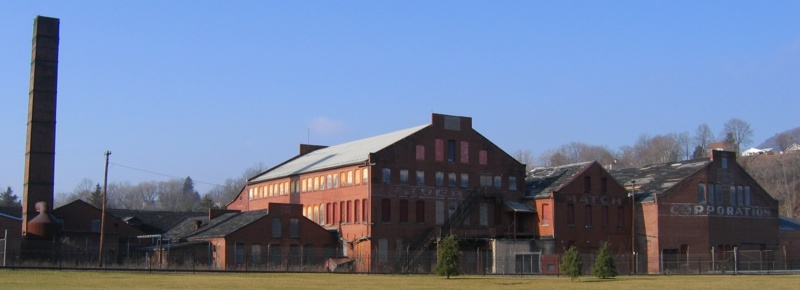
مبنى شركة بنسلفانيا لأعواد الثقاب قبل الاستحواذ عليهِ من قبل الجمعية APS

تأسست المنظمة، التي كانت تسمى في الأصل الجمعية الأمريكية لهواة جمع الطوابع، في 14 سبتمبر 1886 في مدينة نيويورك، وفي اليوم التالي انتخبت جون كير تيفاني كأول رئيس لها. مُنحت عضوية التصويت لـ219 فردًا دفعوا قطعتين (25 سنتًا) مقابل هذا الامتياز. ثم تغير اسم المنظمة إلى اسمها الحالي لبضعة أشهر في عام 1897، ثم عاد، وبشكل دائم في عام 1908.
وصل عدد أعضاء الجمعية إلى أكثر من 4,000 عضو في عام 1940، وكان من بينهم الرئيس الأمريكي فرانكلين روزفلت، ووزير داخليته هارولد ل. إيكيس. وفي مؤتمر الجمعية عام 1942، طالب عضو مجلس الإدارة دونالد ليبارغر بإنشاء مكتب مركزي بالقرب من المركز الجغرافي لمجتمع هواة جمع الطوابع، ولكن ليس في مدينة كبيرة. وعندما انتخب رئيسًا للجمعية في عام 1943، تمكن من تحويل رؤيته إلى حقيقة واقعة. أُعلن في مؤتمر الجمعية في عام 1944 أن الجمعية ستقبل طلبات الترشح لمنصب السكرتير التنفيذي. وقد تم اختيار كلاي موسر من ستيت كوليدج، بنسلفانيا، وتم إنشاء مكتب الجمعية في 1 أبريل 1945. وكدليل على قيادته، أصبحت الجمعية ممثل الولايات المتحدة في الاتحاد الدولي لهواة جمع الطوابع في عام 1947.
وبحلول منتصف عقد التسعينيات، كانت الخدمات الموسعة والموظفون والمكتبة الأمريكية لأبحاث الطوابع قد تجاوزت مساحة المرفق في ستيت كوليدج. وقررت دراسة أنه بسبب ارتفاع قيمة العقارات المحلية، لم يكن توسيع المبنى الحالي فعالاً من حيث التكلفة. وقد حدد البحث عن بدائل عقار على بعد عشرة أميال (ستة عشر كيلومتراً) من ستيت كوليدج كان سليماً من حيث المبدأ ويمكن الحصول عليهِ بمبلغ معقول. في عام 2002، وبعد الكثير من المناقشات والنقاشات والبحث عن الروح، خصصت جمعية هواة الطوابع الأمريكية ملايين الدولارات لشراء وتجديد مينى كان يُعرف سابقاً باسم شركة بنسلفانيا لأعواد الثقاب في بيلفونتي بولاية بنسلفانيا. خصص مركز الطوابع الأمريكي في يونيو 2004.

## خدمات هواة جمع الطوابع

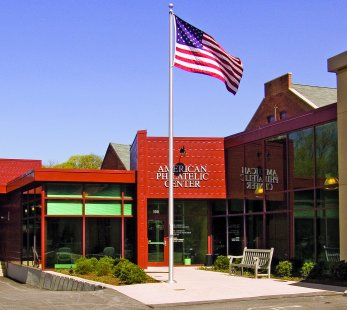
مقر ومركز الجمعية في شركة مانش بعد التجديد

تقدم الجمعية الأمريكية لهواة جمع الطوابع العديد من الخدمات لأعضائها:
- المجلة الشهرية لطوابع البريد الأمريكية.
- متجر الطوابع، لأجل بيع وشراء الطوابع عبر الإنترنت.
- دوائر مبيعات الأعضاء، لمعظم تخصصات التحصيل عن طريق البريد.
- المكتبة الأمريكية لأبحاث هواة جمع الطوابع.
- التأمين على الطوابع، لهواة جمع الطوابع.
- توثيق الطوابع، خدمة لهواة جمع الطوابع البريدية الأمريكية.
- تخصيص وتنصيب الحكام لمسابقة الطوابع.
- فرص تعليم الطوابع.
- تسوية المنازعات - بين الأعضاء.
- برنامج APS Stamp Talk مع نانسي كلارك على محطة الراديو الحوارية على الإنترنت (الإذاعة العالمية المشتركة).
- قاعة مشاهير الجمعية الأمريكية لهواة طوابع البريد.

## الأعضاء
تضم عضوية الجمعية أكثر من 600 تاجر طوابع تجاري وحوالي 450 نادي طوابع محلي. وبالإضافة إلى ذلك، هناك ما يقرب من 200 جمعية متخصصة منتسبة إلى الجمعية البرلمانية الآسيوية للطوابع البريدية. وهنالك أعضاء في الجمعية من 110 دولة في العالم. حيث بلغت العضوية الفردية أعلى مستوى لها في عام 1988، إذ كان عدد الأعضاء 57,815 عضواً في عام 1988، ثم صار 24,421 عضواً في 30 أبريل 2023.

## المناسبات والأحداث
تقيم المنظمة حدثين وطنيين كل عام: يقام معرض APS AmeriStamp Expo كل شتاء ومعرض الطوابع الأمريكي العظيم في الصيف. يتناوب كلا المعرضين في مواقع مختلفة في جميع أنحاء البلاد. الحدث الصيفي هو أكبر معرض وطني سنوي يضم 150 تاجراً و10,000 صفحة من المعروضات واجتماعات لأكثر من 25 جمعية وطنية وأكثر من 100 ندوة تعليمية. تستضيف نوادي الطوابع المحلية عروضاً أصغر، بعضها عدة مرات كل عام.
وفقًا لنسخة 2019 من موقع ARIPEX الإلكتروني، عُقد المعرض السنوي الـ61 لجمعية APS في الفترة من 15 إلى 17 فبراير 2019 في ميسا، أريزونا، وكان "آخر معرض شتوي تقيمه الجمعية.

## التكريم والجوائز
تُكرّم الجمعية أولئك الذين خدموا بشرف وبشكل ملحوظ في مجال هواة جمع الطوابع. تُكرّم قاعة مشاهير الجمعية الأمريكية لهواة جمع الطوابع أولئك الذين خدموا في مجال الطوابع، والذين توفوا الآن. وبالإضافة إلى ذلك، تكرم الجمعية هواة جمع الطوابع الأحياء من الهواة المتميزين لمساهماتهم في هذا المجال بجائزة لوف.

## الانتقادات
في حوالي عام 1970، أدركت العديد من الدول المستقلة حديثاً أن إصدار الطوابع البريدية كان مصدراً ممتازاً للإيرادات. ولأن الطوابع كانت تُرسل إلى بلدان أخرى، لم يكن هناك خطر كبير من استعمال الطوابع فعلياً في الطوابع البريدية. تاريخياً، كانت الدولة تصدر طوابع بريدية لتخليد ذكرى حدث ما أو لتكريم شخصية وطنية، لكن هذه الدول الجديدة ابتكرت طوابع بريدية تجذب مواضيع شعبية في جمع الطوابع، مثل شخصيات ديزني أو الطائرات أو الفضاء، أو شخصيات مشهورة في العالم. فبدلاً من إصدار طابع واحد، كانوا يصنعون مجموعة من الطوابع بقيم تتراوح بين بنس واحد وخمسة دولارات. فارتاعت الجمعية وأنشأت برنامج "البقعة السوداء". نشرت الجمعية مجلة شهرية للأعضاء وبدأت في تضمين قائمة بإصدارات الطوابع الجديدة التي اعتُبرت مبالغاً في قيمتها أو غير ضرورية. لم يكن البلد الذي يعاني من أمية عالية وخدمة بريدية هامشية يحتاج إلى 100 طابع مختلف كل عام. ومع ذلك، فقد تمرد العديد من هواة جمع الطوابع على إخبارهم برفض بعض الطوابع، وتم إسقاط البرنامج في نهاية المطاف.

## مكتب البريد
اشترت مؤسسة سميثسونيان في عام 1971، مكتب البريد الأصلي من هيدسفيل بولاية ويست فيرجينيا الغربية، الذي كان يعمل من عام 1860 إلى عام 1914، وتم شراؤه من قبل مؤسسة سميثسونيان في عام 1971 وتفكيكه ونقله إلى واشنطن العاصمة، وأعيد تجميعه وافتتاحه كمثال لمكتب بريد ريفي في الذكرى السنوية ال 125 لتأسيس سميثسونيان في عام 1971. وظل يعمل كمكتب بريد متعاقد هناك حتى عام 2006 عندما أغلق المتحف الوطني للتاريخ الأمريكي للتجديدات. تم تفكيك المبنى التاريخي مرة أخرى وجرى نقله إلى بيليفونتي على سبيل الإعارة إلى وكالة الأنباء الأمريكية. وأُعيد تجميعه وتشغيلهE مرة أخرى كمكتب بريد تعاقدي.

## روابط خارجية
- APS Research Library